# Strategischer Bahndamm
Koordinaten: 51° 4′ 44″ N, 6° 42′ 29,9″ O

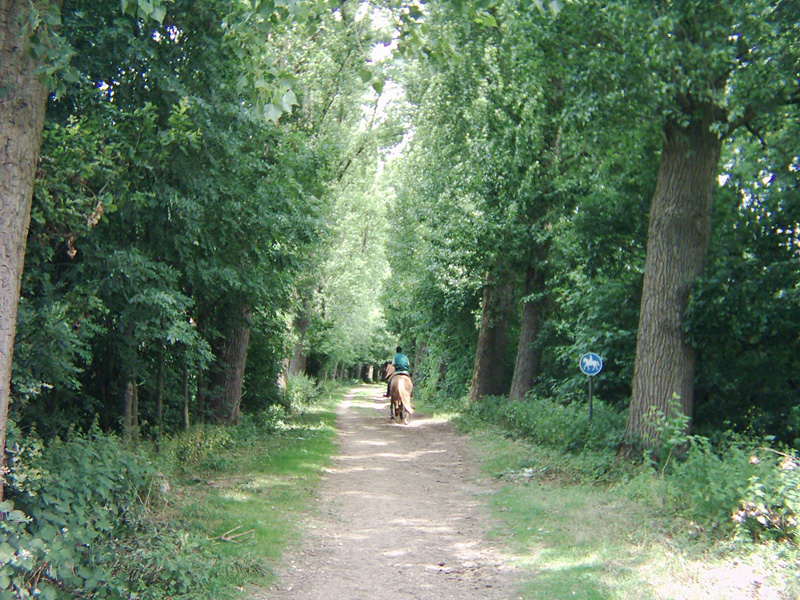
Strategischer Bahndamm Richtung Nordwesten hinter Hülchrath.

Der Strategische Bahndamm (auch Ruhr-Mosel-Entlastungslinie) ist eine 1904 begonnene, aber nicht fertiggestellte Eisenbahnstrecke zwischen dem Ruhrgebiet und der Südwestgrenze Deutschlands. Namensgebender Teil dieser Eisenbahnstrecke ist ein Bahndamm zwischen Neuss und Rommerskirchen, der für das nördliche Teilstück der Strecke gebaut wurde.

## Geschichte

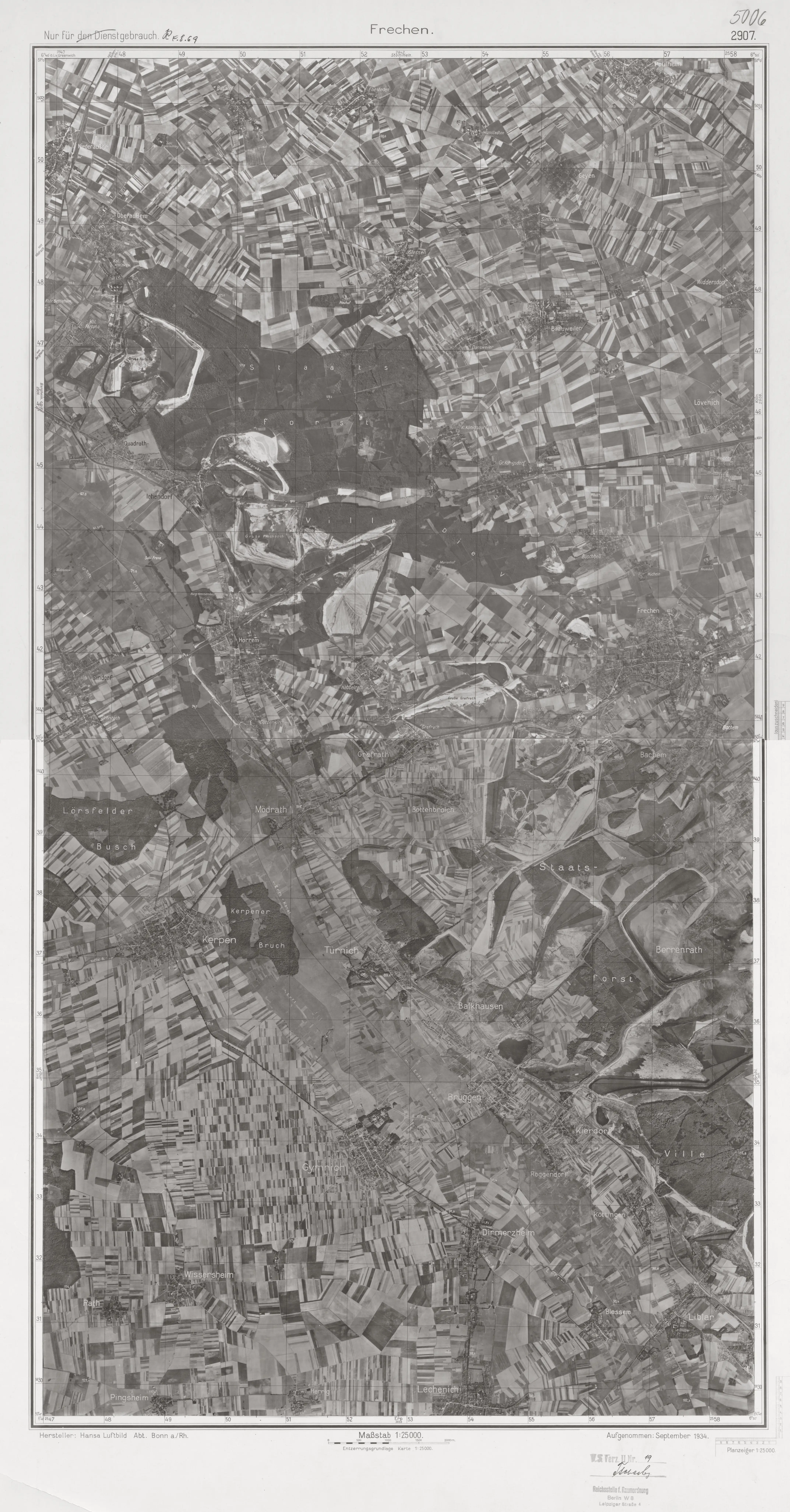
Der Bereich von Horrem bis Liblar 1934

Zu Beginn des 20. Jahrhunderts wurde die Eisenbahn vermehrt in strategische Erwägungen der Militärs einbezogen, insbesondere zum raschen Aufmarsch der deutschen Truppen gegen Frankreich. Der Chef des Generalstabs der kaiserlichen Armee, Alfred von Schlieffen, legte 1905 den Schlieffen-Plan vor; unter seinem Einfluss wurden eine ganze Reihe neuer Eisenbahnstrecken als strategische Bahnen geplant und teilweise gebaut. Der Strategische Bahndamm ist eine von ihnen. Auch drei Rheinbrücken (Ludendorff-Brücke bei Remagen, Kronprinzenbrücke bei Urmitz und Hindenburgbrücke bei Rüdesheim) wurden gebaut.

## Verlauf

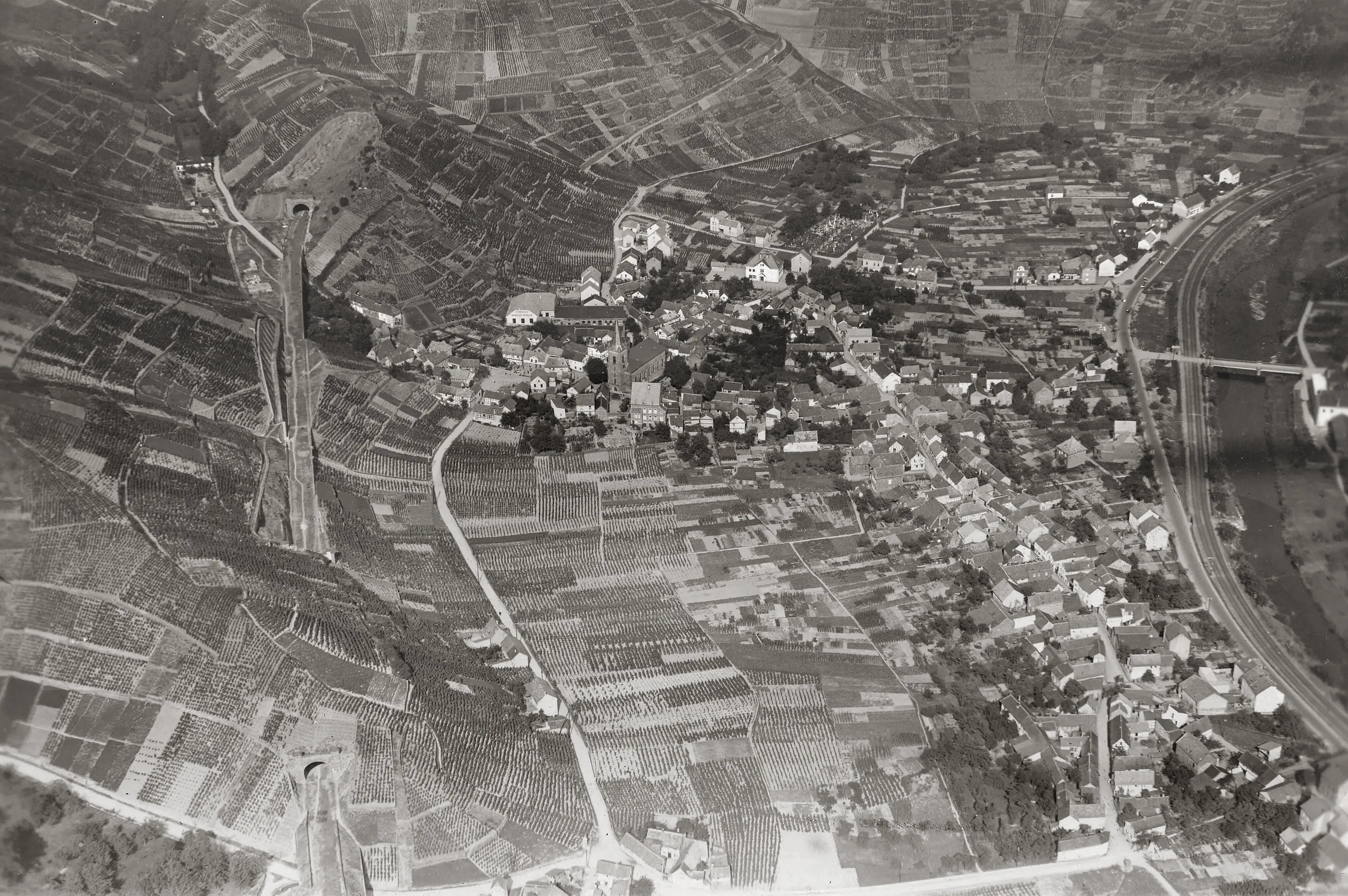
Die Trasse bei Dernau 1930

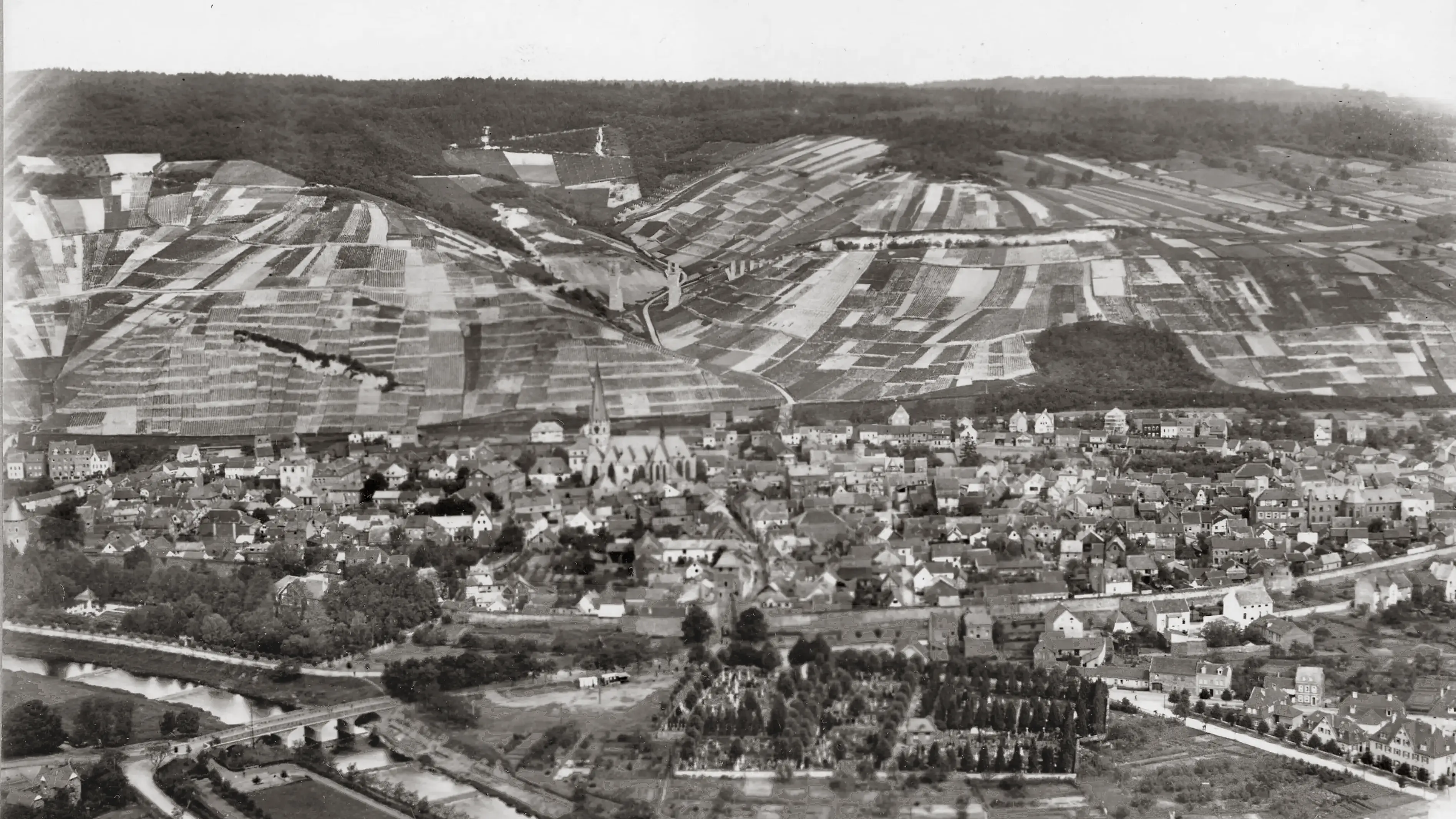
Blick über Ahrweiler auf den Adenbachviadukt 1930

Die Planung sah u. a. vor, dass zur Entlastung der Rheintallinien und unter Umgehung der Eisenbahn-Engpässe Cöln und Düsseldorf eine mehrgleisige Hauptbahn von Wesel unter Umgehung von Crefeld und Neuß über Rommerskirchen, Niederaußem, Horrem, Liblar und Rheinbach bis nach Rech im Ahrtal gebaut werden sollte. Die Strecke sollte bei Holzheim aus der Bahnstrecke Düren–Neuss ausfädeln und bei Rech in die Ahrtalbahn einfädeln, über diese und die Eifelbahn sollten die Züge dann das Saarland und Lothringen erreichen können. Im Jahre 1915 wurde zudem beschlossen, die „Ruhr-Mosel-Entlastungslinie“ in südlicher Richtung über eine Teilstrecke Ringen – Bad Bodendorf und weiter über die Ahrtalbahn direkt an die Rheintalbahnstrecken zu führen und sie mit dem Bahnknotenpunkt Remagen zu verbinden, wo 1916 bis 1918 die Ludendorff-Brücke gebaut wurde. Außerdem war eine „mehrgleisige Hauptbahn“ geplant, beginnend mit Abzweig nördlich und in Rheinbach, über Münstereifel und Schmidtheim nach Kronenburg und Stadtkyll (mit Gleisdreieck bei diesen Orten) zur Vennquerbahn (Strecke Jünkerath – Malmedy).

## Umsetzung
Mit dem Bau wurde 1904 begonnen. Nach dem Ersten Weltkrieg verhinderte Frankreich 1924 die Fertigstellung.
Auf einer Länge von 13 km zwischen Holzheim (heute Teil von Neuss) und Rommerskirchen wurde ein Bahndamm mit Brückenbauwerken für den kreuzenden Verkehr errichtet. Ab Rommerskirchen über Niederaußem bis Liblar war die Strecke bereits mit Zügen befahrbar, da hier schon seit einigen Jahren die Bergheimer Kreisbahn verkehrte.

Umgebung des Bahnhofs Rheinbach 1970

Abschnitte der Trasse (als Bahndamm oder Trog) im Raum Rheinbach/Meckenheim sowie Straßenüberführungen und Eisenbahntunnel bei Ahrweiler wurden ebenfalls fertiggestellt. Für das Viadukt über das Adenbachtal bei Ahrweiler waren die Pfeiler errichtet. Die Bögen waren für die Betonierung bereits eingeschalt, als der Weiterbau stoppte. Schienen waren noch nicht verlegt worden. Einzelne Bahnhofsgebäude waren errichtet, beispielsweise in Altendorf bei Meckenheim. Dieses Gebäude wurde um 1920 erbaut, diente später als Wohnhaus und wurde 1968/69 für den Bau der Bundesautobahn 61 abgebrochen.

## Teilstrecken

### Teilstrecke Neuss – Rommerskirchen
Der Teil des Strategischen Bahndamms zwischen Neuss und Rommerskirchen ist heute ein Bodendenkmal und von der Erft Richtung Rommerskirchen ein Fuß- und Reitweg. Der Abschnitt zwischen der Bahnstrecke Düren-Neuss und der heutigen L 201 ist auf Luftbildern an der unterschiedlichen Bestellung der Felder zu erkennen, zwischen der Landesstraße und der Erft besteht die Trasse aus Gebüsch. Straßen und Feldwege wurden vielfach mit Brücken überbaut, um Bahnübergänge zu vermeiden, diese Bauwerke sind ebenso wie der Eisenbahndamm seit circa 80 Jahren weitgehend ungenutzt. Kurz vor ihrem nördlichen Ende kreuzt die Trasse in der Nähe der Insel Hombroich die Erft, rund 220 m südlich des Gewässers durchschneidet der Bahndamm die Reste des Burghügels der Burg Helpenstein.

Verlauf zwischen Neuss und Rommerskirchen
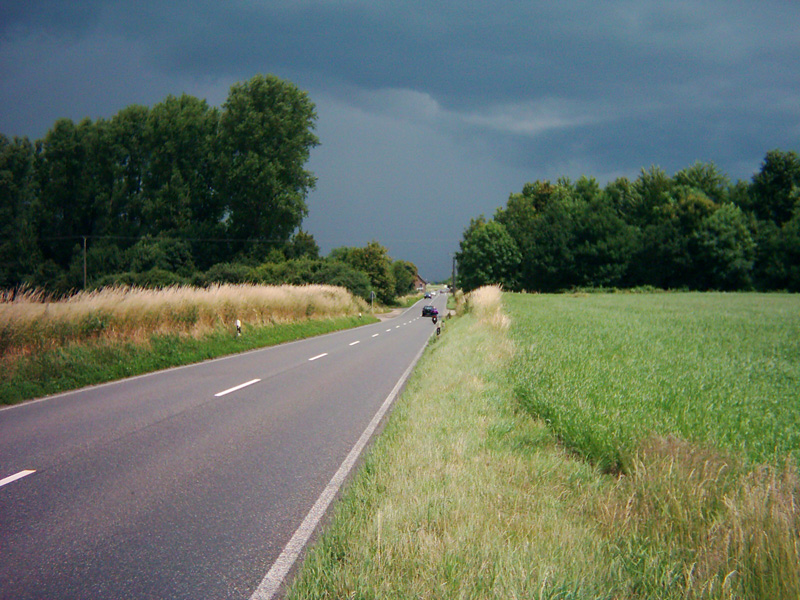
Im Rhein-Kreis Neuss zwischen Hülchrath (links) und Neukirchen (rechts): Die L 142 schneidet den Bahndamm abgesenkt Richtung Nordosten
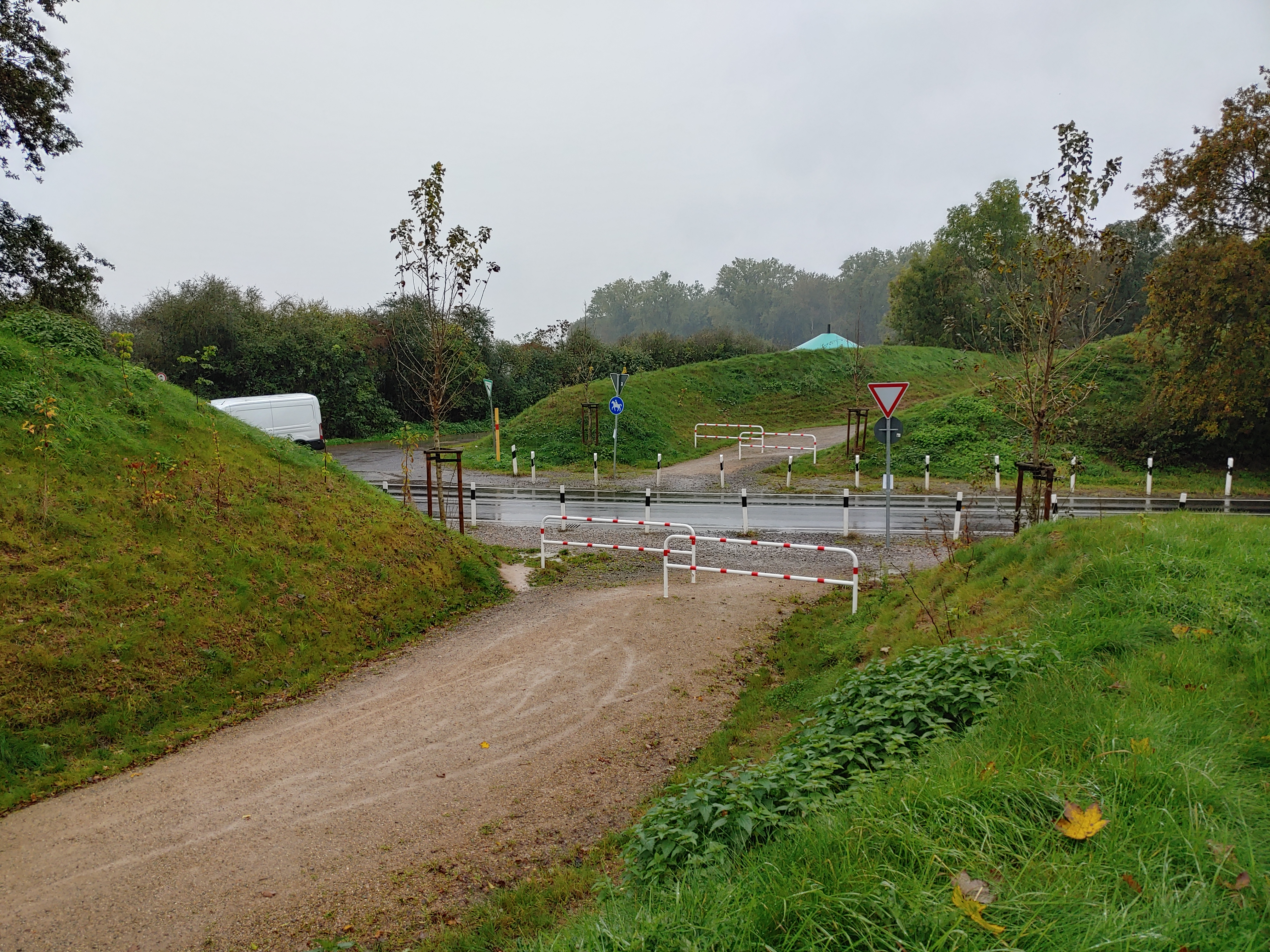
Die gleiche Stelle vom Bahndamm, dieser wurde teilweise abgebaggert um die Querung der Straße zu ermöglichen.
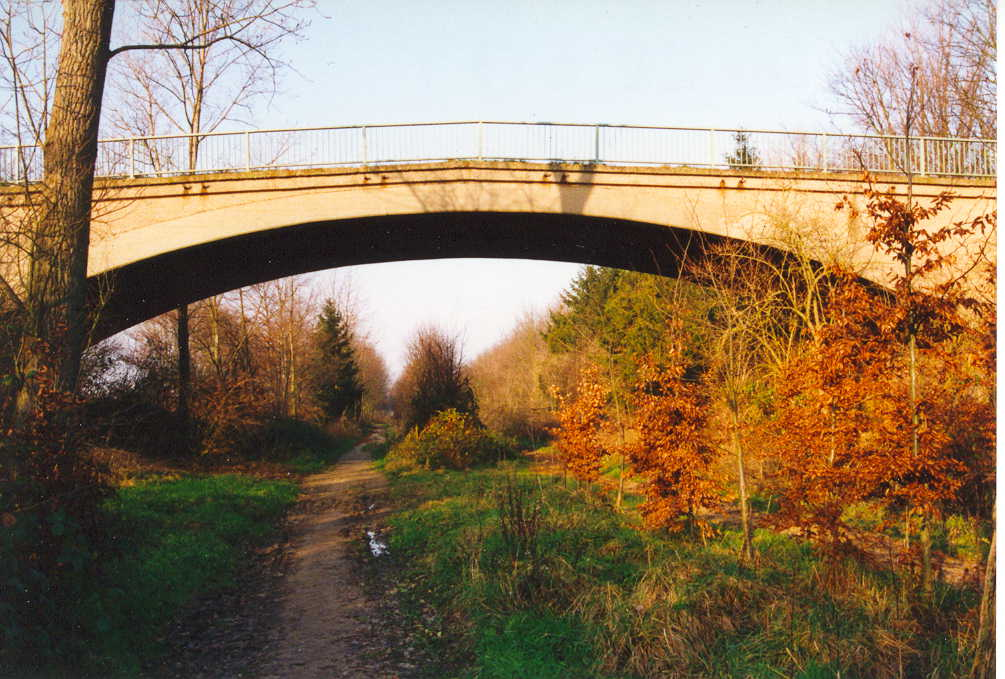
Straßenbrücke, vermutlich Ramrather Weg
Der „Bahndamm“ in Tieflage am Ramrather Weg
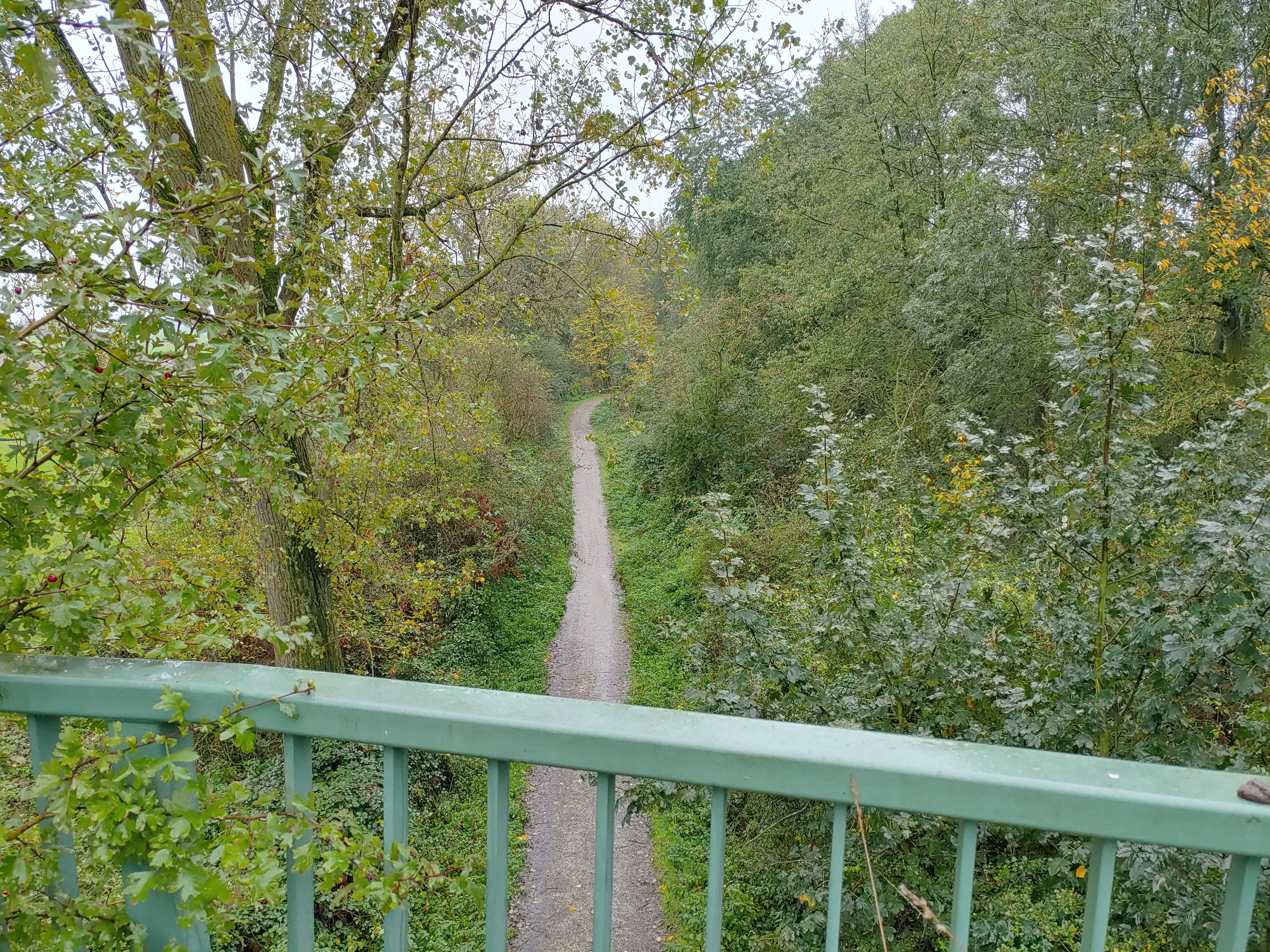
Der „Bahndamm“ vom Ramrather Weg
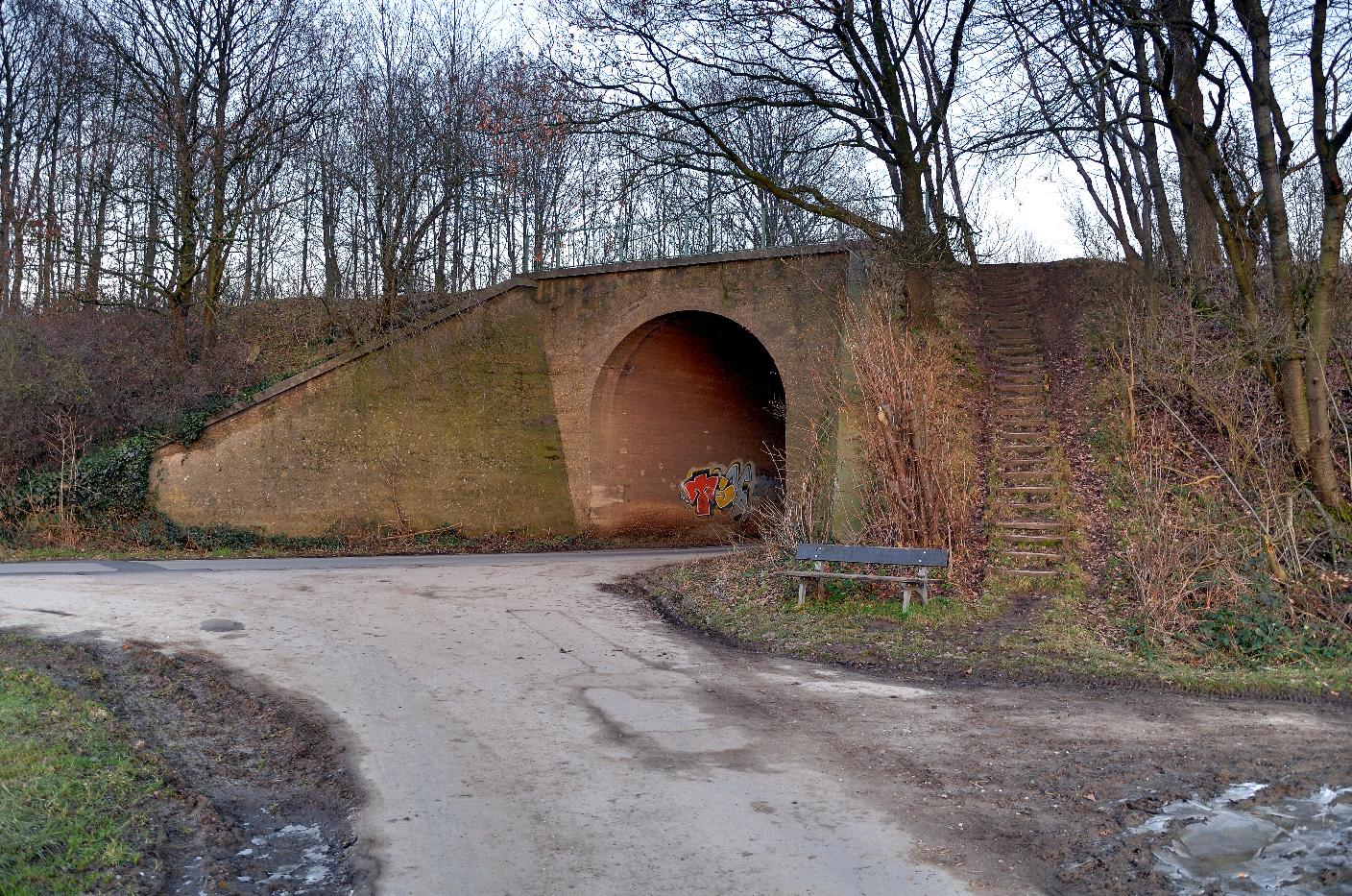
Unterquerung bei Münchrath
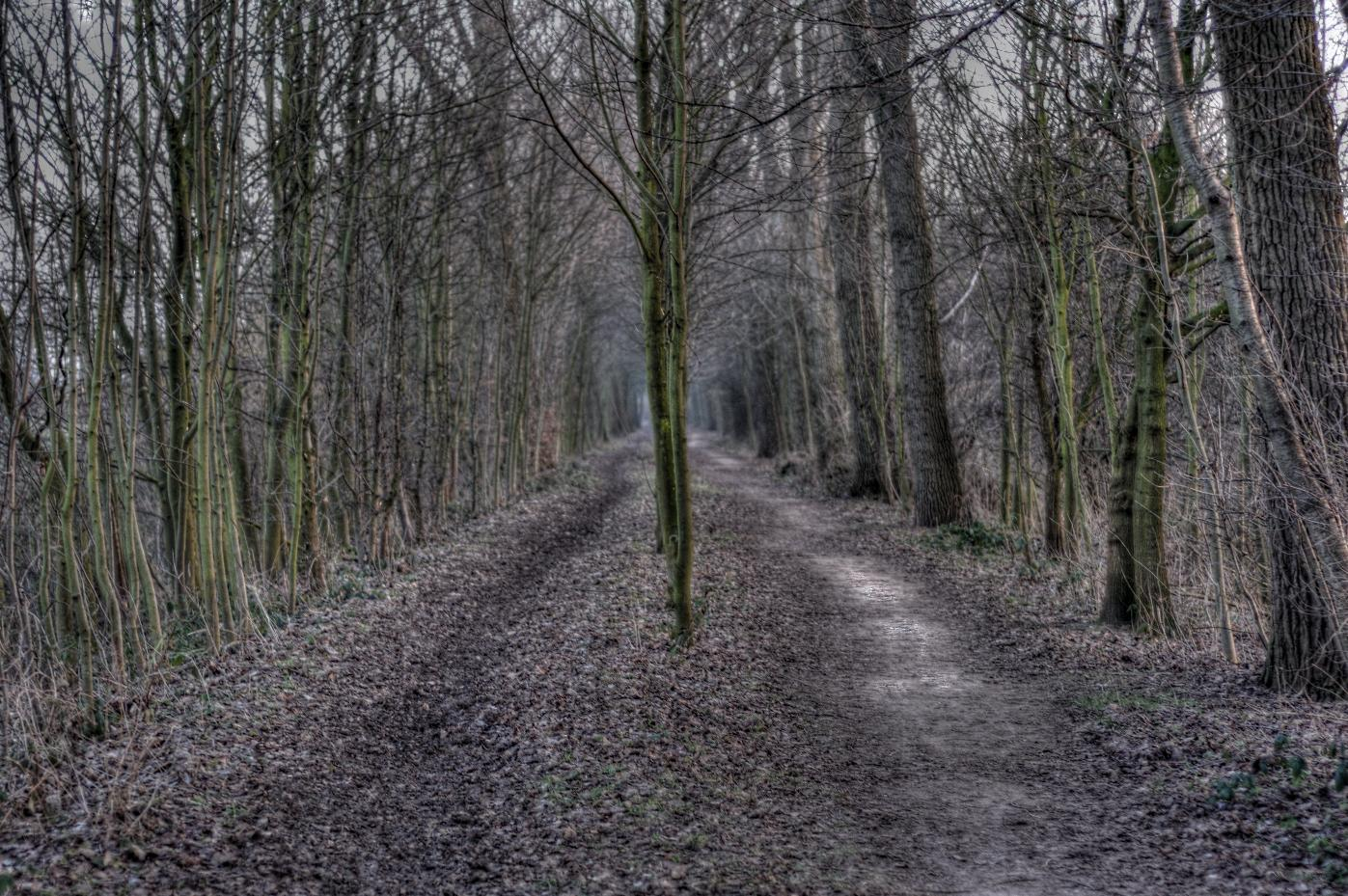
Nahe Münchrath, Blickrichtung Süden

### Teilstrecke Rommerskirchen – Mödrath
Dieses Teilstück wurde in zwei verschiedenen Bahnprojekten der Bergheimer Kreisbahn gebaut, 1896 wurde die Bahnstrecke Elsdorf–Mödrath eröffnet, ein Jahr später die Bahnstrecke Bedburg–Rheidt, die 1904 bis Rommerskirchen verlängert wurde. Die Verbindungsstrecke Niederaußem–Martinswerk als Teil der strategischen Strecke wurde 1926 in Betrieb genommen.
Heute werden noch zwei Teilstücke dieser Bahnprojekte genutzt. Die Strecke zwischen Rommerskirchen und Niederaußem wird ausschließlich von Güterzügen befahren und dient hauptsächlich dem Anschluss des Kraftwerkes in Niederaußem. Das einzige Teilstück, das von Personenzügen befahren wird, liegt zwischen Bergheim Martinswerk (ehemalige Abzweigstelle, heute Streckenwechsel) und dem Bahnhof Horrem. Dieser Abschnitt wird heute zur Erftbahn gerechnet.
Die Strecke zwischen Niederaußem und Martinswerk war dem Tagebau Bergheim im Weg und wurde 1971 stillgelegt, auch die Gleise südlich von Horrem wurden 1978 stillgelegt.

### Teilstrecke Liblar – Rech

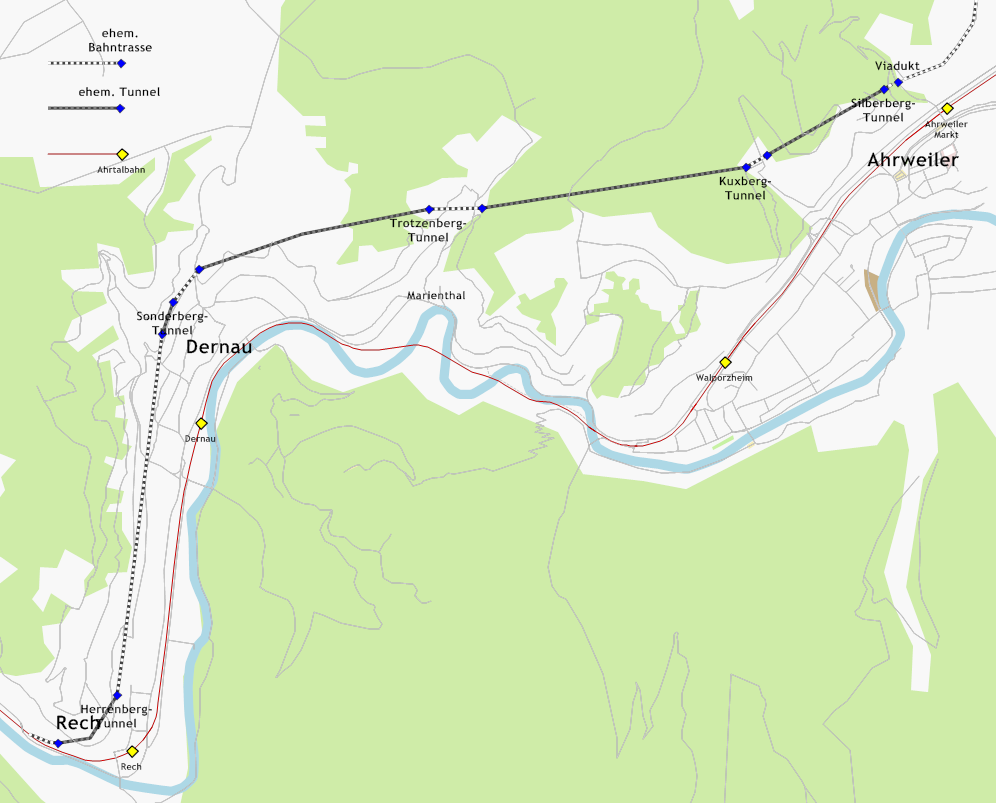
Strecke oberhalb des Ahrtals bis Rech

Eifelstrecke und strategischer Bahndamm Liblar – Weilerswist 1968

Die Trasse zwischen Liblar und Ringen (Grafschaft) (Lage) wurde beim Bau der A 61 weitgehend in die Autobahn einbezogen. In Ringen erinnern noch die „Bahnhofstraße“, die als Sportplatz genutzte Fläche der Gleisanlagen, Pappelreihen auf und Unterführungen in den hohen Bahndämmen an das Bauvorhaben. Bei Ahrweiler waren ein Viadukt und fünf Eisenbahntunnel  erforderlich, um den Abstieg über 100 Höhenmeter bis zur Ahrtalbahn zu bewältigen.
Die Tunnelportale und Streckenabschnitte zeigt die Bildkollektion unten.
Nördlich von Ahrweiler sollte die Strecke das Adenbachtal mit einem Viadukt überqueren. Die Pfeiler wurden errichtet und die Bögen eingeschalt, jedoch nach dem von den Franzosen untersagten Weiterbau nicht fertiggestellt. Im anschließenden Silberbergtunnel wurde am Ostportal die Gedenkstätte Silberbergtunnel eingerichtet, um an das Schicksal der während der Bombennächte des Zweiten Weltkriegs hier Schutz suchenden Einwohner Ahrweilers zu erinnern. Zwischen 1960 und 1972, während des „Kalten Krieges“, wurde unter Einbeziehung von Kuxbergtunnel und Trotzenbergtunnel der Ausweichsitz der Verfassungsorgane des Bundes im Krisen- und Verteidigungsfall zur Wahrung von deren Funktionstüchtigkeit (AdVB) (Regierungsbunker) bei Ahrweiler errichtet. 1997 wurde der Bunker aufgegeben und bis 2006 größtenteils entkernt. Heute ist dort die Dokumentationsstätte Regierungsbunker untergebracht. Der Weg vom Parkplatz zum Eingang der Dokumentationsstätte verläuft auf der alten Bahntrasse vom gesprengten Westeingang des Silberbergtunnels zum ehemaligen Ostportal des Kuxbergtunnels, welches heute der Eingang der Dokumentationsstätte ist. Auf dem Foto ist er von Bäumen verdeckt. Die alten Portale des Kuxbergtunnels und des Trotzenbergtunnels wichen den Sicherungsanlagen für den Regierungsbunker.
Weiter südlich führte die Strecke in den Sonderbergtunnel. Er wird heute als Lager genutzt. Wenige Meter vom Nordportal entfernt sichern alte hochaufragende Mauerbögen, auf dem Foto nicht zu sehen, die Trasse. Das obere Bild zeigt das Südportal. Der Bahndamm wurde abgetragen, Mauerreste der ehemaligen Straßenunterführung umschließen einen kleinen Weinberg. Bei Rech führte die Trasse durch den Herrenbergtunnel und mündete in den Abzweig der Ahrtalbahn. Das Tunnelportal des Herrenbergtunnels wurde gesprengt, der nordöstlich gelegene Tunnelausgang ist verschüttet. Die Überbreite des Bahndamms am Abzweig ist an der Unterführung der B 267 deutlich erkennbar, ebenso die linke Stützwand am ehemaligen Zugang. Auf dem kleinen Foto markiert die rote Linie den Verlauf der Bahngleise. An ihrem tiefsten Punkt mündeten sie in den Berg.

### Teilstrecke Ringen – Bad Bodendorf
Mit der südöstlichen Ausfahrt des Bahnhofs Ringen verzweigt sich der Strategische Bahndamm in die zweigleisige Trasse der Teilstrecke nach Rech und die eingleisige nach Bad-Bodendorf. Das Gleis der Teilstrecke Ringen – Bad Bodendorf sollte zunächst über Bengen nach Nierendorf, dann in einem Bogenschlag um Birresdorf herum und in einer s-förmigen Auslegung durch Grafschaft erneut an Nierendorf vorbei und unweit von Kirchdaun über Gimmigen nach Bad Bodendorf gelegt werden. Dort war die Einmündung in die Ahrtalbahn vorgesehen. Die Gesamtlänge der Strecke sollte 15 km betragen.
In Nierendorf, Kirchdaun und in Gimmigen waren zudem Zwischenbahnhöfe eingeplant worden. Dabei stellte die Linienführung hinunter ins Ahrtal eine große Herausforderung dar, denn es galt einen Höhenunterschied von rund 130 Metern zu überwinden.
1918 begann man mit dem Bau des Teilstückes von Ringen bis zum geplanten Bahnhof Nierendorf zwischen Nierendorf und Leimersdorf. Bis zum Herbst 1926 war das Teilstück Ringen – Nierendorf im Unterbau fertiggestellt. Dann stockte der Trassenbau. Streitigkeiten über die Linienführung, zu erwartende hohe Kosten wegen der notwendigen Brückenbauten und Tunnel und nicht zuletzt die nachlassende strategische Bedeutung der Eisenbahn führten dazu, dass die Aktivitäten eingestellt wurden. Die Trasse bis zum Bahnhof Nierendorf ist heute teilweise von der Bundesautobahn 61 überbaut, jedoch in weiten Teilen noch gut sichtbar. Das Gelände des geplanten Bahnhofs Nierendorf wird heute als Sportplatz genutzt.